# Elasticsearch

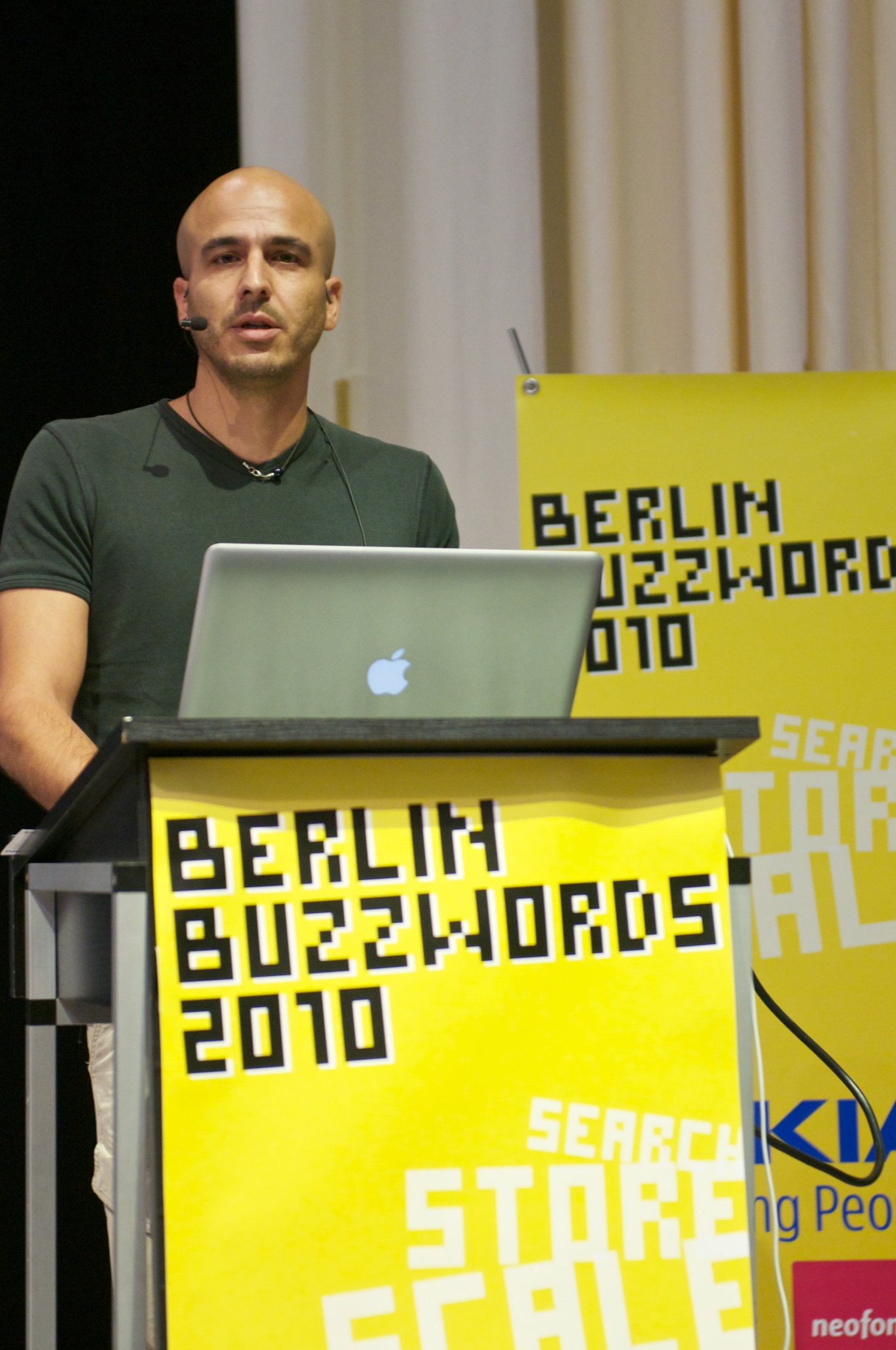
Shay Banon presenta Elasticsearch al Berlin Buzzwords 2010

Elasticsearch è un server di ricerca basato su Lucene, con capacità Full Text, con supporto ad architetture distribuite.
Tutte le funzionalità sono nativamente esposte tramite interfaccia RESTful, mentre le informazioni sono gestite come documenti JSON.
Elasticsearch nel aprile 2024 risulta essere il motore di ricerca più utilizzato.

## Storia
Shay Banon ha creato il progetto Compass nel 2004. Pensando alla terza versione di Compass si è reso conto che sarebbe stato necessario riscriverne una grande parte al fine di "realizzare un prodotto di ricerca scalabile". Pertanto ha deciso di "creare da zero una soluzione pronta per essere distribuita" che sfruttasse un'interfaccia comune e comoda per tutti i linguaggi di programmazione, ossia JSON su HTTP, Shay Banon ha rilasciato la prima versione di Elasticsearch nel febbraio del 2010.
L'azienda Elasticsearch BV è stata fondata nel 2012 al fine di fornire soluzioni commerciali riguardanti Elasticsearch e software correlati.

## Descrizione
Elasticsearch può essere usato per cercare qualsiasi tipo di documento e fornisce un sistema di ricerca scalabile, quasi di tipo real-time, con supporto al multitenancy. "Elasticsearch è distribuito; questo significa che gli indici possono essere suddivisi in shard, ognuno con possibilità di replica. Ogni nodo contiene uno o più shard, ed è in grado di agire da coordinatore, delegando le operazioni necessarie allo shard (o agli shard) corretti. Routing e ribilanciamento sono effettuati automaticamente [...]".

## Utilizzatori
Alcuni tra i più importanti utilizzatori di Elasticsearch sono Wikimedia, StumbleUpon, Mozilla, Quora, Foursquare, Etsy, SoundCloud, GitHub, FDA, CERN, Stack Exchange, Center for Open Science, Reverb, Netflix.